# Edificio del Banco Nacional de Serbia en Belgrado
El edificio del Banco Nacional de Serbia en Belgrado es un monumento de gran importancia, ubicado en Belgrado, Serbia.

## Fundación del Banco Nacional
La fundación del Banco Nacional del Reino de Serbia fue un largo proceso propiciado por el desarrollo de la economía, dinero y demás instituciones bancarias y también por la necesidad de independencia económica y política del Reino de Serbia. El comienzo formal del funcionamiento del Banco tuvo lugar después de la promulgación de la Ley de Banco Nacional, el 30 de diciembre de 1882, que entró en vigor con el consentimiento del rey Milan Obrenović, el 6 de enero de 1883. Conforme a esta ley, el Banco se establece como una institución privilegiada (en los 25 años siguientes como una sociedad anónima), con el capital inicial de 20 millones de dinares y estaba previsto que el estado supervisara su funcionamiento. Oficialmente, el banco se inaugura el 1 de junio de 1884. Esta fecha figura en el contrato de alquiler del inmueble en la calle Kneza Mihaila 38 (actualmente el número 50), en la casa de Hristina Kumandi.

## Historia
Puesto que las actividades del banco requerían un espacio más grande que aquel  del que se disponía en las oficinas provisionales, en 1886, con el fin de construir un nuevo edificio, se compró el solar en la esquina de las calles Dubrovačka y Cara Lazara. En 1887 se aprobó el boceto del proyecto del nuevo edificio, cuyos autores fueron dos arquitectos empleados en el Ministerio de Construcción. No obstante, la Junta directiva del Banco decide encargar el proyecto a Konstantin Jovanović, ya en aquel entonces un arquitecto conocido e hijo del litógrafo Anastas Jovanović. El proyecto del Banco fue su primer trabajo de autor en Belgrado. Las obras de la construcción del edificio fueron encargadas a la empresa constructora de Jirasek y Kraus con la sede en Szeged ‘’“excepto los trabajos canteros, la cerrajería,  la calefacción central, la iluminación, la fontanería y  la pintura.” ‘’ Las obras se realizaron durante 1889 y 1890 y el Banco se instaló en el edificio el 15 de marzo de 1890. La importancia que este edificio tenía para los contemporáneos también queda reflejada en el hecho de que Konstantin A. Jovanović fue galardonado con la condecoración de San Sava de la III orden. En el informe del Banco de 1890 se afirma que el Banco: ‘’“… tiene su casa, por la que se puede sentir orgulloso el mismo banco y nuestra capital, a la que sirve de adorno.”’’ Luego se destaca el papel del autor:’’”…son grandes los méritos del arquitecto Sr. Jovanović, que hizo el proyecto y bajo cuya supervisión se realizaron la construcción y todas las obras.”’’

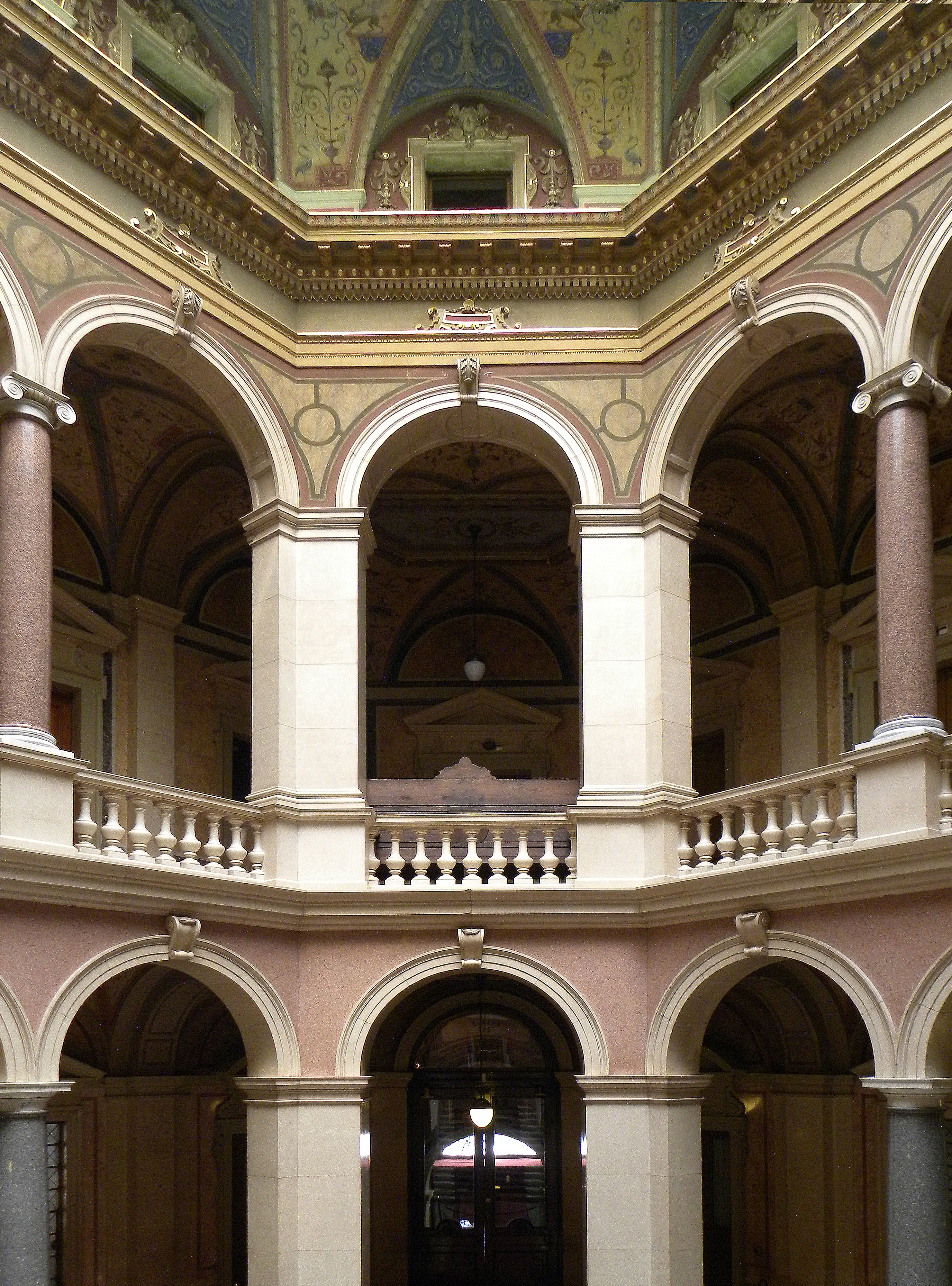
Sala de ventanillas, 1922-25

Después de la Primera Guerra Mundial, el Privilegiado Banco Nacional del Reino de Serbia se convierte en el Banco Nacional del Reino de los Serbios, Croatas y Eslovenos y por las necesidades de uso, en el período entre 1922 y 1925, el edificio del Banco fue ampliado extendiendo el ya existente edificio a lo largo de las calles Kralja Petra I, Gračanička, Spasićeva (entonces Tvornička) y una parte de la calle Cara Lazara, y ocupando de esta manera el área completa de la manzana urbanística con la base de un pentágono irregular. Para la realización de la construcción adicional, una vez más fue contratado Konstantin Jovanović, que cumplió esta tarea con éxito, manteniendo los mismos principios estilísticos aplicados en la parte antigua del edificio. El palacio administrativo del Banco ha conservado hasta hoy la misma forma de la manzana cerrada con el atrio interior descubierto. Aunque retirado y sin una posición urbanística dominante que permitiera una visión completa del edificio, el palacio del Banco se realizó de  manera equilibrada y armoniosa,  desprendiendo la monumentalidad y la representatividad.

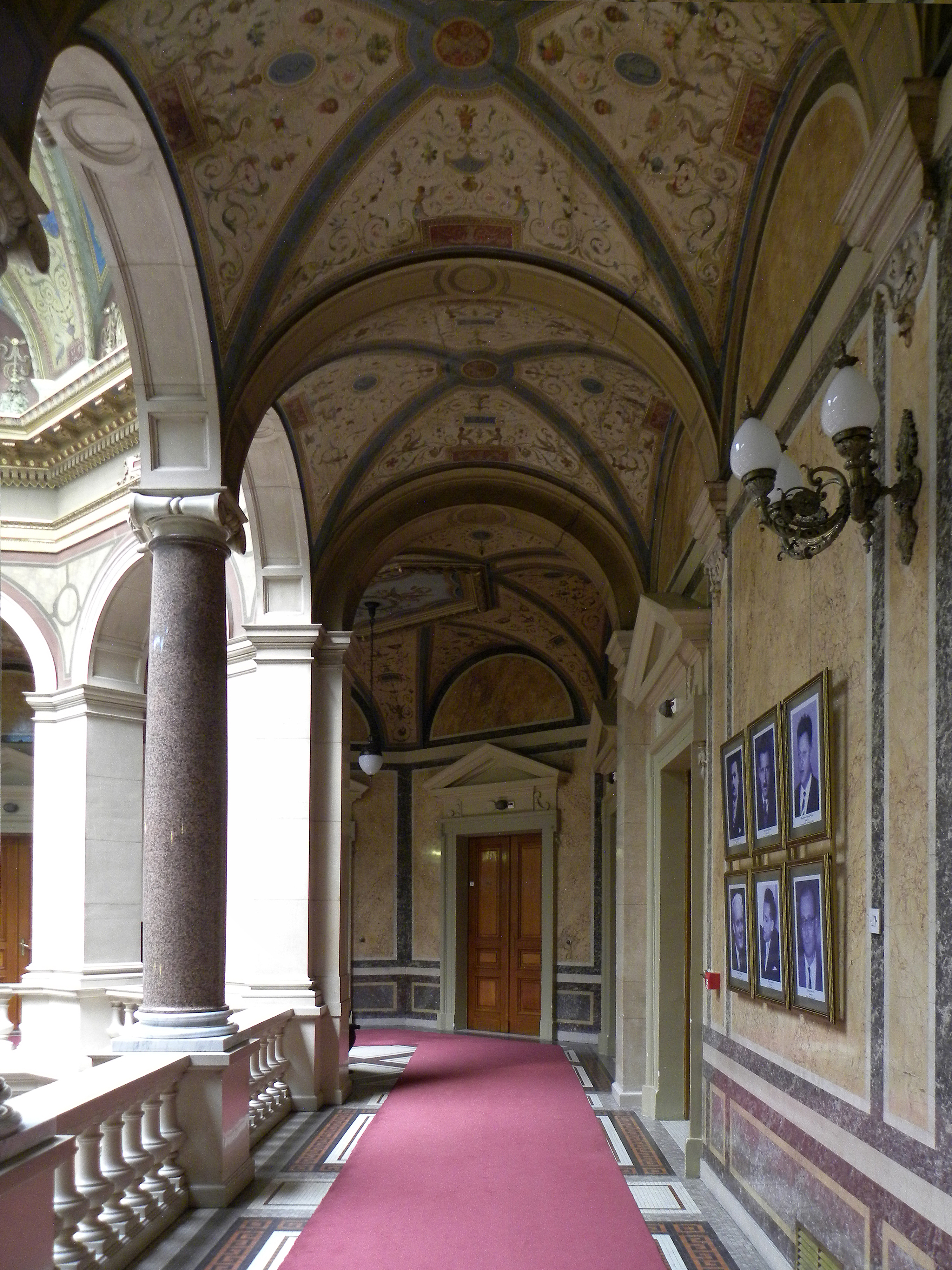
Interior, decoración pictórica de techos

## Arquitectura
Los principios de estilo y composición que le sirvieron de modelo a Jovanović tienen sus orígenes en la arquitectura post-renacentista de los palacios italianos del siglo XVI al igual que en una visible influencia del profesor de Jovanović, el famoso arquitecto vienés Gottfried Semper. Las construcciones particulares cuyos valores estilísticos acogió Jovanović eran dos palacios: el Palacio Farnese en Roma, de Antonio de Sangallo Junior y Miguel Ángel (construido en 1513 y entre 1534-1546) y el Palacio Oppenheim en Dresde, de mediados del siglo XIX, cuyo autor fue Gottfried Semper.
Siendo el trabajo más importante de la obra arquitectónica de Konstantin Jovanović, este edificio representa de la mejor manera el rasgo primordial del autor que al crear los lienzos de fachada combinó el tema de la arquitectura renacentista con un planteamiento ecléctico que se refleja en el uso de elementos particulares de la plástica arquitectónica, tomados del barroco. Esta manera de concebir una obra arquitectónica está demostrada de forma extraordinaria en el edificio del palacio del Banco Nacional, que puede considerarse  la creación más importante de Jovanović y una de las construcciones más destacadas de la arquitectura academicista en Serbia.

### Exterior
Las fachadas se realizaron de manera academicista típica, con la sección horizontal triple. La clara diferenciación de las zonas  se basa en el contraste  entre la parte inferior rústica y las partes superiores más sosegadas, divididas por una profunda hilada volante. La zona de la planta baja y la del sótano se caracterizan por una realización rústica pesada y monolítica, que está aliviada por una serie de ventanas arqueadas, distribuidas regularmente. La estética arquitectónica de esta zona refleja reminiscencias claras de los palacios florentinos del siglo XV. La monotonía de la planta baja está interrumpida por el decorado solemne de los portales ubicados en las calles Kralja Petra I y Cara Lazara. En el tratamiento de las zonas superiores Jovanović se permitió más libertad. En la zona del primer piso, en las superficies planas de los muros, la jerarquía estricta de la composición se dinamizó con la alternancia de ventanas distintamente perfiladas y la impresión estética completa está acentuada por las ventanas representativas sobre los pórticos. La zona del segundo piso está simplificada con una serie de huecos de ventana perfilados con más sencillez y encima de ella se ubica el motivo final – la profunda cornisa con balaustrada.

### Interior
La decoración interior se hizo con mucho cuidado y por lo tanto la representatividad del interior no desentona con el aspecto de las fachadas. El espacio interior, ricamente adornado de manera artística, contiene numerosos objetos funcionales y ornamentales que pertenecen a las artes decorativas y la artesanía y son elementos inseparables de la arquitectura del edificio. Especialmente marcadas son las unidades funcionales, el vestíbulo en la parte antigua del edificio y la sala de ventanillas en la parte nueva. Estas zonas, de acceso público, están ricamente decoradas en estilo neo-renacentista. Su composición se basa en el contraste entre las superficies llenas y vacías, entre los detalles monocromáticos y policromos así como en la ornamentación floral y la alternancia de distintos materiales.
A la impresión general de suntuosidad y monumentalidad del interior contribuye especialmente el conjunto de la decoración pintada que hoy en día representa una de las composiciones decorativas mejor preservadas y  más emblemáticas de los principios del siglo XX. La decoración pintada de esta parte del edificio sigue las corrientes europeas de la época y está completamente sujeta a la expresión arquitectónica. En el mejor estilo academicista, se aplicaron de manera consecuente las normas para la decoración interior de un edificio tan representativo como es el palacio del Banco Nacional. Es obvio que este tipo de pintura decorativa no lleva el sello de autenticidad del autor sino que está realizada según un esquema decorativo previamente ideado, que probablemente fuera originario de Europa central. En la decoración pictórica de una parte del edificio, en 1925, se repitieron de manera idéntica el esquema, la iconografía y la expresión estilística de la parte antigua del Banco. La selección iconográfica de motivos presuponía un corpus compilatorio, basado en la toma de  citas de diversas mitologías y tradiciones pictóricas. La simbología predominante de la decoración, a través de las representaciones de cornucopias, esfinges, grifos y un motivo simbólico de mayor importancia, Mercurio, claramente indican el uso del edificio, es decir representan la idea de éxito, riqueza y bienestar. Entre los objetos artísticos de este espacio hay que destacar el busto llamado “Serbia”, originalmente esculpido para el Monumento de los héroes de Kosovo en Kruševac. Este busto, colocado en el vestíbulo de la parte antigua del edificio, resalta el carácter nacional de la institución y es obra del escultor Đorđe Jovanović. Hasta la Segunda Guerra Mundial, el interior del Banco fue adornado con retratos de todos los gobernadores hasta el momento, óleos sobre lienzo del pintor Uroš Predić. 
El edificio del Banco Nacional representa de la mejor manera los ideales europeos de la época en el área de la arquitectura academicista y distingue al arquitecto Konstantin Jovanović como uno de los mejores conocedores de la arquitectura academicista que había tenido la sociedad serbia. La unidad de la expresión artística y la envergadura de la institución del Banco Nacional hacen que este edificio sea un extraordinario testimonio material de las aspiraciones sociales y de los logros económicos y arquitectónicos del Reino de Serbia y del Reino de los Serbios, Croatas y Eslovenos. Se declaró patrimonio de gran interés cultural en 1979.

## Literatura
- Dokumentacija zavoda za zaštitu spomenika kulture grada Beograda.
- Ivan Kleut, Graditeljski opus Konstantina Jovanovića u Beogradu’’, GGB LIII, 2006. 214-249.
- Aleksandar Kadijević, Estetika arhitekture akademizma (XIX-XX vek),  Beograd 2005. 314, 315, 354.
- Vera Pavlović-Lončarski, Gordana Gordić, Arhitekt Konstantin А. Jovanović’’, Beograd 2001.
- Gordana Gordić, Palata Narodne banke’’, Nasleđe II, Beograd 1999. 85-94.
- Bojan Radovanović, 110 godina Narodne banke 1884-1994, Beograd 1994.
- Milan Šćekić, Konstantin Jovanović arhitekt’’, Beograd 1988. Katalog zaostavštine К. Jovanovića iz zbirke Muzeja grada Beograda.
- Dr. Divna Đurić Zamolo, Graditelji Beograda 1815-1914, Beograd 1981. 55.
- Ljubomir Nikić, ‘’Iz arhitektonske delatnosti Konstantina Jovanovića u Beogradu’’, GGB XXIII, Beograd 1976. 127-130.
- Ljiljana Babić, Život i rad arhitekte Konstantina A. Jovanovića’’, opšti deo, ZAF V-6 1960.
- Ljiljana Babić, ‘’Život i rad arhitekte Konstantina A. Jovanovića’’ , posebni deo, ZAF VI-2, Beograd 1961.

- Datos: Q16087649
- Multimedia: Zgrada Narodne banke Srbije (ulica kralja Petra) / Q16087649